# Maksym Korniyenko
Maxym Korniyenko, né le 26 juin 1987, à Dnipropetrovsk, en Ukraine, est un joueur ukrainien de basket-ball. Il évolue au poste d'intérieur-pivot.